# Objasnidbeni rječnik živog velikoruskog jezika
Objasnidbeni rječnik živog velikoruskog jezika, rus. Толко́вый слова́рь живо́го великору́сского языка́ (Tolkovyj slovar' živogo velikorusskogo jazyka), (originalni naziv: Толковый словарь живаго Великорускаго языка) - rječnik koji je sastavio ruski leksikograf Vladimir Dalj sredinom 19. stoljeća. Jedan od najvećih rječnika ruskog jezika. Sadrži oko 200.000 tisuća riječi i 30.000 tisuća poslovica, uzrečica, zagonetaka i dosjetaka koje služe za pojašnjenje smisla navedenih riječi.
U osnovi rječnika leži živi narodni jezik sa svojim provincijalnim modifikacijama. Rječnik uključuje leksiku pisanog i govornog jezika 19. stoljeća, terminologiju i frazeologiju različitih profesija i zanata.
Rječnik ne daje samo informaciju o jeziku, nego i o narodnom načinu života, praznovjerju, znamenju, druge etnografske podatke. Npr., u članku o riječi "лапоть" (opanak) nisu samo određeni svi tipični oblici te riječi, nego je naveden i način izrade; kod riječi "мачта" (jarbol) i  "парус" (jedro) daju se ne samo nazivi različitih oblika jarbola i jedra, nego se objašnjava i njihova namjena; zajedno s mornaričkim nazivima, posuđenima iz nizozemskog i engleskog jezika, daju se i nazivi koji su nastali, te koji su se rabili na Kaspijskom jezeru i Bijelom moru. U članku o riječi "рукобитье" (udaranje rukom o ruku, npr. kod sklapanja poslova) objašnjava se složeni svadbeni obred i cijeli niz običaja povezanih s njim, karakterističnih za svadbu u starom seljačkom načinu života.
Za prva je izdanja rječnika Dalj 1861.g. dobio Konstantinovsku medalju (najviša nagrada Ruskog geografskog društva), a 1868.g. bio je izabran za počasnog člana Akademije znanosti i nagrađen Lomonosovskom nagradom.

## Struktura i sastav
Rječnik nije normativan, u njemu praktički nema stilske osobine leksike (samo napomene o dijalektizmima), gramatičke upute, nema izbora leksike. Dalj navodi mnogo primjera uporabe riječi, ali ne daje detaljne definicije.
Rječnik je sastavljen prema abecedi i porodici riječi. Takva metoda doprinosi otkrivanju tvorbe riječi, no uzrokuje i poteškoće: ponekad nije jasno gdje se točno treba tražiti neka konkretna riječ. Sustav porodice riječi je, pak, proveden nedovoljno točno: katkada su zajedno samo suzvučne riječi, a ne srodne; ponekad su pak srodne podijeljene na nekoliko članaka.
- U jedno gnijezdo su bile okupljene riječi:
  - акт, актёр, акциз, акция
  - простой i простор
  - тлеть i тло
  - колеть i кол
- Riječi koje nisu bile okupljene u jedno gnijezdo:
  - дикий i дичь
  - знак i значок
  - круг i кружить

U trećem i četvrtom izdanju urednik (poljski i ruski lingvist Jan Baudouin de Courtenay) djelomično je reorganizirao strukturu prikaza materijala, što je olakšalo služenje rječnikom, ali je narušilo autorov sustav.
Dalj je također uključio u rječnik nekoliko riječi koje je sam izmislio radi zamjene posuđenica: "сглас" umjesto riječi "гармония", "живуля" - "автомат", "ловкосилье" - "гимнастика". "Krivotvorina" je bila otkrivena nakon izlaska rječnika, a u članku "Odgovor na presudu" Dalj je bio prisiljen priznati da u njegovom rječniku postoje "riječi kojih dosad nije bilo u svakodnevici".

## Povijest nastanka
3. ožujka 1819. godine ... dobili smo čin mornaričkih zastavnika, i ja sam na zahtjev poslan na Crno more u Nikolajev. Na tom mom prvom putovanju po Rusi nesvjesno sam položio temelje za svoj rječnik, zapisujući svaku riječ koju dotad nisam čuo.
Jedan od bivših ministara obrazovanja (Kn. Šihmatov), prema glasinama koje su došle do njega, predložio mi je da akademiji predam svoju građu, po, u to vrijeme, uobičajenoj cijeni: po 15 kopjejaka za svaku riječ izostavljenu u rječniku akademije, i po 7½ kop. za dopunu i ispravku. Predložio sam, umjesto tog dogovora, drugi: staviti se sasvim, i s građom, i sa svojim radovima, na raspolaganje akademiji, ne zahtijevajući i čak ne želeći ništa osim neophodne plaće; no na to nisu pristali, nego su ponovili prvi prijedlog. Poslao sam 1000 dodatnih riječi i 1000 dopuna, sa zaglavljem" "prva tisuća". Pitali su me da li ih još imam puno. Odgovarao sam da točno ne znam, no u svakom slučaju desetke tisuća. Kupnja robe takvog karaktera, sumnjive kakvoće, vidljivo nije dolazilo u obzir, te je dogovor pao u vodu na prvoj tisući.
Tjedan dana prije smrti, prikovan za postelju, V. Dalj nalaže kćeri da unese u rukopis rječnika, drugo izdanje koje je pripremao, četiri nove riječi koje je čuo od služinčadi.
Vladimir Dalj je sastavljao rječnik 53 godine.

## Izdanja
- Prvo izdanje Društva ljubitelja Ruske književnosti, Moskva, tipografija A. Semena, 1863., (tom 1), tipografija Lazarevskog instituta zapadnjačkih jezika, 1865. (tom 2, 3), tipografija T. Ris, 1866. (tom 4).[5]
- Drugo izdanje, "ispravljeno i znatno povećano po rukopisu autora" "izdanje knjižara-tipografa M.O. Vol'fa", Sankt Peterburg-Moskva, 1880., 1881., 1882., 1882.
- Treće izdanje, "ispravljeno i znatno dopunjeno, u redakciji prof. Jana Baudouina de Courtenaya", izdanje "liferanta Dvora NJEGOVOG CARSKOG VELIČANSTVA" (tako je navedeno samo u prvom tomu) društva M.O. Vol'f, Sankt Peterburg-Moskva, 1903., 1905., 1907., 1909.
U rječnik je bilo uneseno više od 20.000 novih riječi, uključujući vulgarno-pogrdnu leksiku (u četvrtom tomu). Zbog svojih je dopuna urednik bio oštro kritiziran, a u sovjetsko vrijeme "Baudouinovski rječnik Dalja" nije se izdavao.[6]
- Četvrto izdanje, u redakciji Jana Baudouina de Courtenaya, Sankt Peterburg, 1912. – 1914. (reprint prethodnog izdanja).
- Sedmo reprint-izdanje, posvećeno 175-godišnjici rođenja V. Dalja, otisnuto fotomehaničkim postupkom na temelju šestog izdanja iz 1955.g., koje je pak reprint drugog izdanja 1880. – 1882.g. u tiraži od 200.000 primjeraka. Tom 1-4, Moskva: Russkij jazyk, 1978.[7]